# 土浦市立博物館
土浦市立博物館（つちうらしりつはくぶつかん、英語: Tsuchiura City Museum）は、茨城県土浦市中央一丁目にある公立博物館。土浦の歴史と文化について展示を行う施設であり、国宝や重要文化財を含む土浦藩主の土屋家が所有していた刀剣類を所蔵する。
1988年（昭和63年）に県南地区初の大規模博物館として開館し、2007年（平成19年）に展示が大幅に更新された。

## 概要
土浦市立博物館は博物館法上の登録博物館であり、茨城県博物館協会の加盟館である。前身は1975年（昭和50年）に開館した土浦市立郷土資料館であり、同館の資料を引き継ぐとともに、学識経験者らによる構想策定、『土浦市史』編纂（へんさん）の成果、土浦市文化財愛護の会の活動を反映して開館した。
土浦城二の丸跡に建っており、土浦藩主の土屋家が所有していた刀剣や茶道具を展示する「大名土屋家の文化」コーナーを有する。城址公園である亀城公園の土浦城東櫓は土浦市立博物館の付属展示館として位置付けられており、入館券は共通化されている。通常の入館は有料であるが、毎週土曜日に小中高生は無料で入館できる。
博物館の総合テーマは「霞ヶ浦に育まれてきた人々のくらし」であり、主展示室である展示室3は土浦の歴史を大きく3つの時代に区分して、明瞭なテーマの下に学芸員の主張・仮説を交えながら実物資料の展示を行う。総合テーマに沿って霞ヶ浦と土浦の人々の結びつきを意識した展示が心掛けられ、さらに霞ヶ浦の水運を通して結びつきが強かった江戸と土浦の関係にも焦点が当てられている。展示は季節ごとに入れ替えている。改装前の主展示室は「常設展示室」と称し、児童の分かりやすさを重視した通史展示を採用し、展示内容は固定的であった。
博物館としての活動は、資料の収集・保存・展示のみならず、調査研究や教育普及も含んでおり、1975年（昭和50年）に『土浦市史』を刊行して一区切りがついた市史編纂事業を途切れさせることなく継続している。学芸員による調査研究や市史編纂の成果は博物館の展示に活用される。

## 歴史

### 郷土資料館から博物館へ（1975-1988）
土浦市立博物館のある土地は、土浦城二の丸跡にあたり、近代に憲兵隊の施設が置かれ、筑波学園都市事務所や土浦市立図書館に転用された。市立図書館は1973年（昭和48年）12月8日に開館した土浦石岡地方社会教育センター（現・土浦市生涯学習館）の中へ移転し、図書館の跡地利用が検討された。当時の土浦市は好景気に沸いており、住宅を新築する市民が多く、その際に古い家財道具などが処分される傾向にあった。時の市長・野口敏雄は、各家庭に眠る資料が失われる前に郷土資料館を設置する構想を立てた。
しかし資料館を整備する資金もノウハウもなかった土浦市当局は、資料収集や館内展示に市民の力を頼ることにしたのであった。実際に資料館の収蔵資料は大部分が市民からの寄贈や寄託品で占められることになり、笠間市・龍ケ崎市・谷田部町（現・つくば市）といった近隣地域や遠くは千葉県銚子市や山口県下関市からも資料が寄贈された。資料館運営では、当時土浦市内にあった陸上自衛隊霞ヶ浦駐とん地史料館に協力を要請した。
こうして1975年（昭和50年）4月に組織としての土浦市立郷土資料館が発足し、同年11月1日に正式に開館した。郷土資料館では土浦市の民俗、文化、自然科学などに関する資料を収集・展示していたが、当時の館員は「予算を最小限に抑えた素人の手作り資料館」だったと述懐している。実際、学芸員の配置もなく、資料収集・調査研究のどちらも進まなかったという。初代・石川館長は以下のような言葉を館頭に掲げ、この言葉は資料館の基本精神となった。
| 「 | この資料館には、特に珍らしいものや高価なものは展示されていないが、この土地に残されたさまざまな資料等を展示保管することにより、先人達の生活を偲び、その様子を長く後世に伝えるものである。 | 」 |

憲兵隊が使用していた2階建ての木造建築物を改造した郷土資料館は貴重資料の保管には適しておらず、1979年（昭和54年）4月には「第3次土浦市総合計画」の中に郷土資料館の整備拡充が盛り込まれた。1985年（昭和60年）5月には「昭和61年度公立社会教育施設整備計画書」が策定され、博物館の設置が明記されると同時に学芸員が配置され、本格的に博物館整備が開始した。この時採用された2人の学芸員と7人の博物館建設ワーキンググループが常設展示の基本構想を練り上げた。同年7月には国庫補助を申請するも9月に取り下げ、博物館の整備にかかる費用を全額土浦市の予算（地方債と一般財源）で賄うことにした。同月には土浦市が指名した4業者に基本構想設計を依頼し、12月に株式会社アトリエ・Kの案を採用することを決定、丹青社と展示基本設計委託契約を締結した。アトリエ・Kとの実施設計業務委託契約は翌1986年（昭和61年）2月に締結された。同年6月には建築工事の入札が行われ、山本工務店が落札した。
博物館計画が進行する中で、土浦市立郷土資料館は10年ほどの歴史に幕を下ろした。この間に資料館を訪れた人は約20万人であった。
1986年（昭和61年）7月18日に着工し、1987年（昭和62年）10月20日に建築工事が竣工するとともに展示工事が始まり、1988年（昭和63年）4月30日に展示工事が竣工した。総工費は約12億円で、補助金を受けず全額市の費用で工事が行われた。この間に土浦市博物館条例の制定と館長の委嘱が行われ、初代館長に歴史地理学者の黒崎千春（筑波大学・八千代国際大学教授）が就任した。

### 開館から改装まで（1988-2007）
1988年（昭和63年）6月23日に登録博物館として認可を得て、同年7月2日に土浦市立博物館が開館した。本格的な博物館としては県南地区では初で、茨城県の市立博物館としては水戸市立博物館、日立市郷土博物館に次ぐ3館目であった。常設展示室は旧石器時代から近現代までを通史的に展示した。開館当日は午前中に開館記念式典と市長の助川弘之らによるテープカットが行われ、午後から一般公開された。当日は土曜日で、無料公開であったこともあり約550人が来館し、開館記念特別展「近世土浦の名宝展」で展示された文箱や風呂釜、鎧などに魅了されたという。続いて9月4日から第1回企画展「旧中家村の歴史―信仰の足跡をたずねて―」を開催、土偶や仏像などを展示したほか、「粕毛弥陀堂のおみくじ」の複製品が来館者に配布された。1989年（平成元年）は藁に関する企画展を2回行い、1月から2月にかけて土浦で使われていた藁製品の展示や草履作り体験などを、9月から10月にかけて福島県立博物館のコレクションを中心に茨城県のものも加えて藁人形の展示を行った。
1990年（平成2年）6月より、土浦の農家で1945年（昭和20年）頃まで使われていた高機（たかばた）を用いた機織り体験教室を開講した。1994年（平成6年）2月から3月にかけては近世に日本で作られた地球儀25点を一堂に集めた展覧会を開催し、土浦の町人・沼尻墨僊の手製地球儀などが披露された。近世の土浦では沼尻のほかにも土浦藩士の山村才助が地理学分野で活躍し、近隣地域でも飯塚伊賀七、間宮林蔵、長島尉信など多くの地理学者が生まれたため、その後も地理学関連の展覧会が行われた。例えば1996年（平成8年）2月から3月には坤輿万国全図をテーマにした展覧会を開催し、宮城県図書館から借用した原本のほか、山村才助が所有していたものを含む写本12点（現存は22点）を展示するとともに、大学生によるメンタルマップ30点も公開した。
1998年（平成10年）、土浦城東櫓が復元され、土浦市立博物館の付属展示施設となった。2001年（平成13年）3月から5月にかけて、はたおり教室10周年を記念した特別展を開催した。2002年（平成14年）には旧土浦藩主の土屋家旧蔵の刀剣83口のうち82口を当時の所有者から2億9700万円で購入、1口を寄贈され、3月に国宝の短刀（銘筑州住行弘 観応元年八月日）を含む13口を特別公開した。行弘の短刀はこれ以降、毎年土浦全国花火競技大会の時期に合わせて特別公開されるようになった。

### 改装後（2007-）
常設展示室は開館以来、展示内容はほとんど固定したものであったが、1995年（平成7年）に「上高津貝塚ふるさと歴史の広場」が開設されたことで、博物館と歴史の広場との間で役割分担をする必要性が生じた。また開館後の学芸員による調査研究成果を展示に反映させることや、開館後に収集された資料を安全かつ効果的に展示すること、城址に建ち城下町に接する博物館としての性格を強めることなどを目的として常設展示室の改装を行うこととなった。開館当時から、開館から10年後をめどに常設展示の改装を進めることという指針があり、1998年（平成10年）から検討が開始され、2003年（平成15年）度に博物館は『展示改装基本計画書』を策定した。改装に関わる具体的な計画や改装設計、展示用の映像資料の制作は丹青社に、模型やレプリカの制作は京都科学標本に委託され、改装工事のため2006年（平成18年）12月28日に一旦休館に入った。改装に向けた準備中に土浦市は新治村を編入したため、新治地区も極力展示に加えるよう、配慮がなされた。
改装工事は2007年（平成19年）5月31日に竣工し、開館から20年目を迎えた2007年（平成19年）7月3日に新装開館した。改装により大幅な展示内容の更新が事実上困難であった常設展示室が、柔軟に展示内容を変更できるように生まれ変わった。改装後は春夏秋冬の年4回展示替えを行うこととなったため、常設展示を「季節展示」と呼ぶこととし、展示室だより「霞」の発行や担当学芸員による「展示解説会」が実施されるようになった。
2013年（平成25年）には、カプコンとの共催で「婆裟羅たちの武装―戦国を駆け抜けた武将達の甲冑と刀剣―」を開催し、28,057人を集客した。2015年（平成27年）5月から6月に、土浦市立土浦幼稚園保有資料の中から見つかった墨塗り教材3点を公開した。2016年（平成28年）、博物館が所蔵する「色川三中関係史料」が茨城県指定文化財となった。色川三中関係史料には土浦市立図書館が保有していた「色川文庫」や、黒船来航・土浦藩への批判などが書かれた色川の日記「片葉雑記」などがある。

## 利用案内

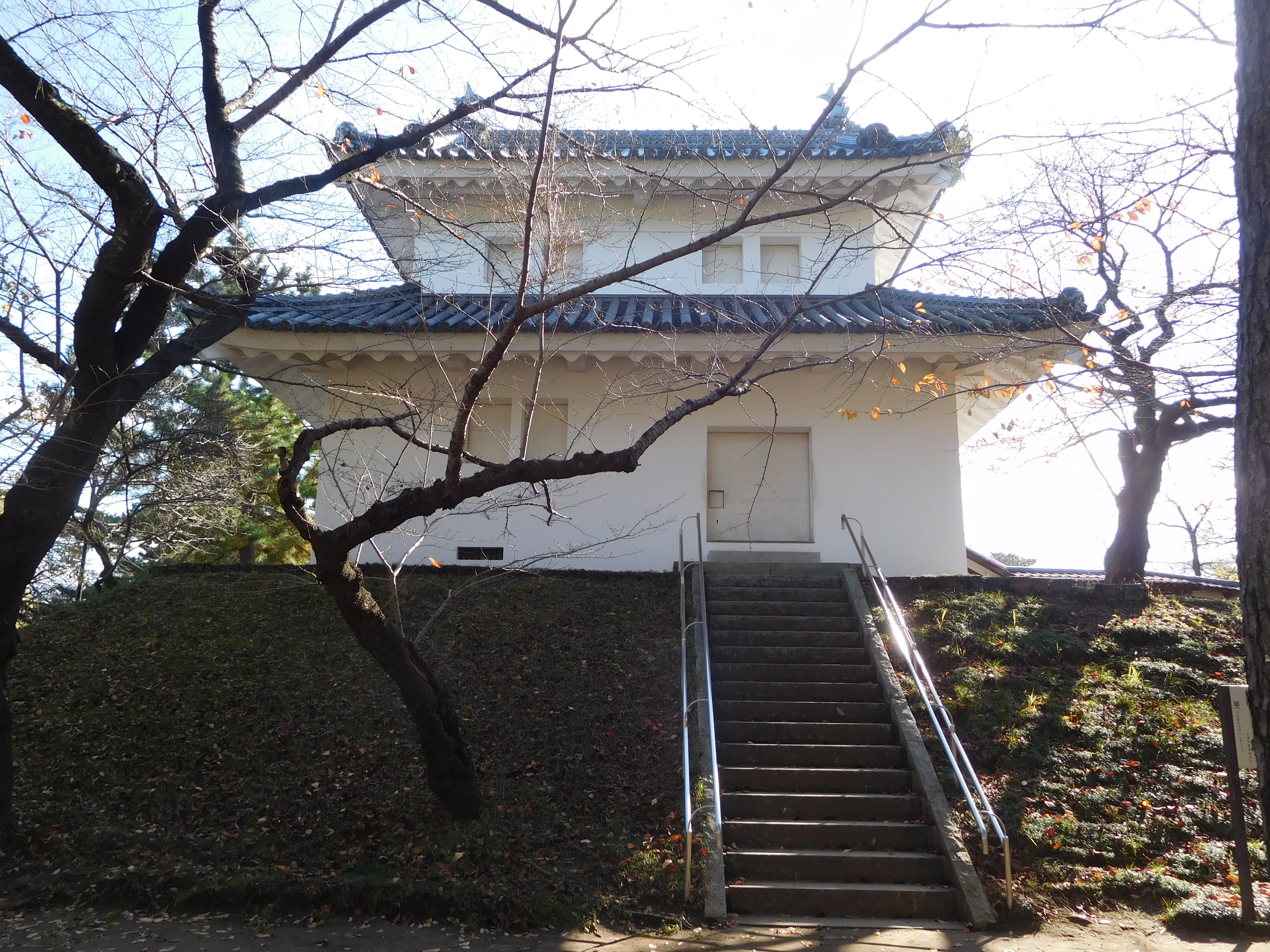
土浦市立博物館の附属展示施設「土浦城東櫓」

目玉展示は、土浦藩主・土屋家の保有していた刀剣コレクション、沼尻墨僊の作った傘型地球儀「渾天儀」（こんてんぎ）である。受付で図録等の販売を行っているものの、ミュージアムショップやカフェなどはない。
- 開館時間：9時 - 16時30分
- 休館日：月曜日、祝日の翌日（土日の場合は開館）、年末年始、展示入れ替え期間
- 入館料：一般=105円、小中高生=50円
  - 入館料には土浦城東櫓の入館料も含まれる[2][13]。小中高生は土曜日の入館料が無料となる[2][13]。

### 交通
- JR常磐線土浦駅西口より
  - 徒歩15分[55][2][13]。
  - 4番または5番バス乗り場から関東鉄道バス乗車、亀城公園前下車、徒歩5分[13]。
- 首都圏新都市鉄道つくばエクスプレスつくば駅よりつくばセンター5番バス乗り場から関東鉄道バス乗車、千束町下車、徒歩10分[13]。
- 常磐自動車道桜土浦ICまたは土浦北ICから自動車で10分[13]。
  - 博物館は国道354号沿いにあるが、入り口は国道から南東方向に入った市道沿いにある[56]。
  - 駐車場は普通自動車52台分ある[55]。

## 設計・建築
博物館の建物は1985年（昭和60年）9月に行われた土浦市側が指名した4業者による建築設計競技（設計コンペ）で選ばれたアトリエ・Kが設計したものである。博物館が土浦城跡の亀城公園に隣接することから、土浦城の歴史やたたずまいとの調和を考慮して、石垣・土塀・勾配のある屋根などを取り入れた現代的な城郭をイメージした外観になっている。（したがって土浦城二の丸跡にあるが、二の丸を復元したものではない。）敷地は国道354号に接するが、交通量が多いため国道側に入り口は設けず、国道から市道側に入ったところに入り口を設けている。建築は入札により、地元の山本工務店が担当した。
建物は鉄筋コンクリート構造地上3階・地下1階建てで、敷地面積は1,482.33m2、建築面積は934.213m2、延床面積は2,482.905m2である。

### 館内
館内の施設配置は次の通りである。改装対象となったのは、1階と2階の各一部、総面積701m2であった。
| 階      | 主な施設                                                                                         |
| 3階     | 会議室、文書収蔵庫（古文書）、図書室                                                             |
| 2階     | 調べ学習コーナー、むかしの道具にさわってみようコーナー、展示室3、第3収蔵庫（書画、絵画、工芸品） |
| 1階     | 事務室、エントランスホール（受付、花火筒）、展示室1、展示室2、第1収蔵庫（考古・民俗）、第2収蔵庫 |
| 地下1階 | 視聴覚ホール、補修工作室                                                                         |

旧・映像コーナーは展示室1に改装され、土浦藩主の土屋家が所有していた刀剣や茶道具を展示する「大名土屋家の文化」の展示室となった。毎年秋に国宝や重要文化財の刀剣をここで公開する。旧・特別展示室は展示室2に改称し、企画展・特別展会場となるほか、企画展・特別展を実施していない期間中は展示室1と同じく「大名土屋家の文化」の展示を行う。土屋家に関する展示が拡充されたのは、土浦城跡に隣接するにもかかわらず、旧・常設展示室で土屋家に関する展示がなく地の利を生かせていない問題が浮上したという背景がある。なお、改装前の博物館では意図的に土屋家の展示を行わなかったわけではなく、土屋家の資料が散逸して博物館の手元に展示できる資料がなく、土屋家に関する調査研究が進んでいなかったため展示ができなかったという事情があった。
2階の旧・展示ホールは高瀬舟の展示に利用していたが、高瀬舟を1・2階の吹き抜け部分に移設したことでスペースが確保できたことから、調べ学習コーナーとむかしの道具にさわってみようコーナーに転用した。またここではたおり教室を開催する。

#### 展示室3
旧・常設展示室は展示室3に改称し、季節ごとに展示を改める体制に移行した。展示が頻繁に更新されるようになったため常設展示図録の発行はせず、展示室だより「霞」の発行に切り替えられた。また展示を担当した学芸員が観覧者に直接解説を行う「展示解説会」の時間が設けられ、学芸員は観覧者のニーズを把握しながら次の展示の改良を考える機会となっている。
303m2ある室内は4つに区切られ、導入としての「霞ヶ浦と土浦地域」のほか、時代別に3つのテーマ展示「霞ヶ浦と古代・中世の土浦」、「城下町土浦」、「土浦の近代化とマチのにぎわい」がある。時代ごとにテーマを設定することで、通史性を持ったテーマ展示が可能となり、改装前のレプリカや模型をそのまま再利用することができたという。通史性を持たせるために採用したのが土浦市立博物館のオリジナルである「メッセージ展示」であり、中央に高さ3mの大型展示パネルを配置し、短文解説入りの図表・写真・イラストパネルとこれらを補完する映像、模型から構成される。ケース内の展示物を土浦市立博物館は「実物資料展示」と呼び、随時入れ替えることができるようにしている。改装前は資料ごとにアクリルケースを整備したため展示の入れ替えが難しかったという反省から、改装後のケースはさまざまな大きさの資料に対応できるように高さ約3m、奥行き1.2mの大型で、密閉性を高めて資料保存にも適したものとした。
原始の展示は「上高津貝塚ふるさと歴史の広場」へ移行することになったため、展示は奈良時代から始まる。

#### 改装前
改装前の施設配置は以下の通りである。
| 階      | 主な施設                                                                                                 |
| 3階     | 会議室、文書収蔵庫（古文書）、図書室                                                                     |
| 2階     | 展示ホール（高瀬舟模型・帆曳船写真）、常設展示室、第3収蔵庫（書画、絵画、工芸品）                        |
| 1階     | 事務室、展示ホール（受付、休憩・ビデオコーナー、花火筒）、特別展示室、第1収蔵庫（考古・民俗）、第2収蔵庫 |
| 地下1階 | 視聴覚ホール、補修工作室                                                                                 |

2階の常設展示室は303m2と限られていることや、児童の分かりやすさを重視して通史展示を採用していた。プロローグ、土浦のあけぼの、武家社会のはじまり、江戸時代の土浦、近代土浦の歩み、躍進する土浦の6つに分かれ、来館者は時代の流れに沿って観覧した。通史展示ながら、開館当初の所蔵資料が原始・古代（土浦のあけぼの）と近世（江戸時代の土浦）に偏っていたことから、この2つのコーナーが大きくとられていた。常設展示室の展示は固定的であったため飽きられてしまい、来館者数は年々減少していった。
地下1階の補修工作室は名称通り資料の補修作業に利用したほか、体験教室や博物館講座の会場としても利用した。

## 特色

### 土屋家の刀剣コレクション
2017年（平成29年）9月現在、土浦市立博物館は旧土浦藩主・土屋家旧蔵の刀剣を85口所蔵している。うち83口は個人コレクターが所有していたもので、刀剣博物館に寄託されていたが、2002年（平成14年）に土浦市が82口を購入、1口を所有者からの寄贈で入手した。刀剣コレクションの入手により、これらを展示する場所や展示ケースが問題となり、博物館の改装に大きな影響を与えることとなった。
コレクションの中には国宝1口、重要文化財4口、重要美術品6口が含まれ、大名家の刀剣資料がこれほどの規模でまとまって現存するのは大変珍しい。「短刀 銘筑州住行弘 観応元年八月日」は、筑紫国の左文字派の刀工・行弘が観応元年（1350年）に作ったもので、行弘の銘が入った刀剣で唯一現存するものとして資料的価値が高く、国宝に指定されている。刀剣コレクションは毎年秋の土浦全国花火競技大会の時期に合わせて一般公開している。

#### 特別展「婆裟羅たちの武装」
2013年（平成25年）、カプコンとの共催で「婆裟羅たちの武装―戦国を駆け抜けた武将達の甲冑と刀剣―」を開催した。この展覧会は博物館の学芸員が息子との会話でゲームから戦国ブームが来ていることを知って企画し、カプコンに共催を持ち掛け、甲冑や刀剣を借用するため日本各地の所有者との交渉の末に実現したものである。多くの所有者は貸し出しに難色を示し、交渉には1年近くを費やしたというが、最終的に約20の個人や団体から織田信長や武田信玄などの甲冑・太刀などを借用し、95点を展示した。
カプコンのアクションゲーム「戦国BASARA」とのコラボレーションを前面に出し、ゲームに登場するキャラクターの大型パネルも設置された。来館者には歴女が多く、遠くは九州からの来館者もあり、開催16日目に入館者数1万人を突破、1万人目には展覧会の図録と土浦市のマスコットキャラクター「つちまる」のぬいぐるみが贈られた。同時開催したスタンプラリーの景品であるクリアファイル15,000枚は開始17日目ですべてなくなった。最終的には28,057人が来館し、これまでの特別展・企画展で最も来館者数が多かった2012年（平成24年）の「暮らしをささえる女性たち」（1260年ぶりに法隆寺から里帰りした「中家郷の調布」を展示していた）の7,094人を大きく上回った。

### 機織り教室
「はたおり教室」は1990年（平成2年）から続く土浦市立博物館の講座であり、一般的な機織りサークルなどとは異なり、「地域に伝わる知恵と技法を受け継ぐ」という精神で開講している。これは茨城県の農村で古文書を調査していた2人の女性が調査の過程で織機や糸車と出会い、その技術を習ったことをきっかけとして教室が始まったという経緯によるものである。このため1999年（平成11年）度までは機織りにまつわる知識や経験を持つ高齢者への聞き取り調査も同時に行い、これを基に農家で織られてきた絣（かすり）を再現する活動も行われた。土浦は織物産地でも綿の名産地でもなく、機織りは自家用の生活技術として伝承してきたものである。
受講希望者は多いものの、機織り機の数や技術の正確な伝承を進めるために毎年6人程度の受講者を受け入れていた。教室の活動は月2回の定例会と自主活動、活動記録『むいむい』の作成、博物館を訪れる小学生や公民館での機織り指導のボランティアがある。はたおり教室のこだわりは強く、茨城県で使われてきたアジア綿系の綿の入手が困難になるにつれ、自ら畑を耕し綿栽培まで行っている。2017年（平成29年）度は、1回限り90分の「はたおり体験教室」と全15回の「はたごしらえ講座」の2種類の教室が開講された。
講座の卒業生による「糸紡ぎの会」という組織があり、月に一度の定例会以外は自主的な活動を行う。また卒業生による機織り伝承グループ「綿の実」という組織もある。
2001年（平成13年）3月24日から5月13日には「暮らしにいきづくはたおり―はたおり教室10周年記念特別展―」を開催し、織機や布、布の完成までに利用する道具や生産工程で生じる布として利用しない部分（「オリダシ」）などを展示したほか、はたおり教室の受講生や糸紡ぎの会の会員が交代で機織りの指導や観覧者の質問対応を行った。2017年（平成29年）2月には、はたおり教室の受講生と機織り伝承グループ「綿の実」が制作した作品を集めた展覧会が行われた。

### 企画展・特別展
土浦市立博物館では開館以来、年4回の展覧会を開催してきた。開館当時の学芸員は4人であったため、それぞれの学芸員が年1回展覧会を受け持つことになっていた。企画展と特別展の差は図録・パンフレットを制作する際の予算の違いであり、多くのページを持つ図録を作成できるのが特別展、場合により1枚のチラシのみになるのが企画展である。展覧会場は特別展示室（改装後は展示室2）で、面積が80m2と狭いので、学芸員1人でも十分対応できる規模であった。
展覧会はほとんどが土浦市立博物館の単独企画で、歴史系・民俗系・考古系・美術系のテーマが選択されてきた。いずれのテーマも一般的な主題を扱うように見えても、土浦市や茨城県との関連があるものを展示に加えている。企画立案から予算の折衝、展示物の借用、広報活動、講師依頼、陳列などすべての業務を学芸員1人で担当するので担当者は多忙である。一方、すべて1人でこなすため準備の進捗状況が明瞭になり、展示室の狭さを逆手に取った見ごたえある展示作りの工夫を行える、などの利点もある。新資料の紹介や地方史の新解釈などの新発見も多く取り上げてきた。
改装後の企画展・特別展は、総合テーマである「霞ヶ浦に育まれてきた人々のくらし」の視点から見ると捨象されてしまう多角的な地域視点を提示することで、土浦の歴史を相対化するという役割を担うことになった。また、常設展示から季節展示に変わったことで企画展・特別展との連続的な展示が可能となり、メッセージ展示パネルを撤収することで、展示室3の中央部でも企画展・特別展が開催できるようになった。

### 刊行物
土浦市立博物館は展覧会ごとに解説図録を発行し、古文書目録と、季節ごとに展示室だより「霞」を刊行している。展示室だより「霞」は展示資料の中から各時代1、2点を選択し、約1,000字で解説するほか、博物館の活動についても紹介している。博物館は郷土史の研究機関としての側面もあり、毎年『土浦市立博物館紀要』（ISSN 0918-2004/NCID AN10177750）を発行している。
常設展示をやめ、季節ごとに展示を改める方式に変更したことから常設展示解説図録は発行せず、代わりにメッセージ展示のダイジェスト版としての『展示解説パンフレット 霞ヶ浦に育まれた人々のくらし』を刊行した。また『「歴史の舞台・土浦」散策マップ』を発行して博物館では扱いきれない部分を紹介している。